# Parafia św. Tichona w Solecznikach
Parafia św. Tichona – parafia prawosławna w Solecznikach, w dekanacie wileńskim okręgowym eparchii wileńskiej i litewskiej Rosyjskiego Kościoła Prawosławnego. 
Działa od 1996, jej stan osobowy szacowany jest na 40 osób. Nabożeństwa odbywają się czasowo w kaplicy w budynku będącym równocześnie domem proboszcza i kancelarią.
Trwa budowa cerkwi parafialnej.